# Longueval
Longueval ist eine französische Gemeinde mit 285 Einwohnern (Stand 1. Januar 2022) im Département Somme in der Region Hauts-de-France. Sie gehört zum Arrondissement Péronne und zum Kanton Péronne.

## Geografie
Longueval liegt im Dreieck Péronne (im Osten), Albert (im Westen) und Bapaume (im Norden).

## Geschichte
In der Nähe fand 1916 die Schlacht im Delville-Wald statt.

## Bevölkerungsentwicklung
- 1962: 301
- 1968: 307
- 1975: 267
- 1982: 278
- 1990: 237
- 1999: 248
- 2006: 266